# Nacionalni park Vilsandi
Nacionalni park Vilsandi (est. Vilsandi rahvuspark) se nalazi u okrugu Saare, zapadna Estonija. Nacionalni park obuhvaća dio otoka Vilsandi, nekoliko manjih otoka, zapadne dijelove otoka Saaremaa i poluotok Harilaid.
Park je nastao iz rezervata za ptice osnovanog 1910. godine. Dok je nacionalni park osnovan 21. rujna 1971. Oko 250 vrsta ptica je evidentirano na ovom području. Lov je apsolutno zabranjen. 
Područje nacionalnog parka Vilsandi obuhvaća 180 km², od čega 105 km² otpada na morsko područje. Otok Vilsandi je jedini naseljeni otok u parku. Na njemu je stanica za smještaj istraživača i turista. Ovaj park je popularno turističko odredište za Estonce i strane posjetitelje, osobito iz Finske.

## Vanjske poveznice
- Nacionalni park Vilsandi (na estonskom)

|  | Zajednički poslužitelj ima još gradiva o temi Vilsandi National Park |